# スロバキア人の一覧
スロバキア人の一覧（スロバキアじんのいちらん）

## あ行
- ヨゼフ・アダメツ - サッカー選手
- ヴラディミル・ヴァイス (1939年生のサッカー選手) - サッカー選手
- ヴラディミル・ヴァイス (1964年生のサッカー選手) - サッカー選手
- ヴラディミル・ヴァイス (1989年生のサッカー選手) - サッカー選手
- ローベルト・ヴィッテク - サッカー選手
- アレクサンデル・ヴェンツェル (1944年生のサッカー選手) - サッカー選手
- アレクサンデル・ヴェンツェル (1967年生のサッカー選手) - サッカー選手
- アントン・オンドルシュ - サッカー選手

## か行
- ヨゼフ・ガスパル - サッカー選手
- ミロスラフ・カルハン - サッカー選手
- アナスタシア・クズミナ - バイアスロン選手
- ユライ・クツカ - サッカー選手
- ヨゼフ・クルナーチ - 柔道選手
- ヴラティスラフ・グレシュコ - サッカー選手
- ルビカ・クセロワ（英語版） - ファッションデザイナー。ジャマイカを拠点とする衣料品会社「Lubica」の創設者である

## さ行
- ペーター・ヴェリトス - 自転車選手
- マルティン・ヴェリトス - 自転車選手
- ペーター・サガン - 自転車選手
- アンナ・カロリナ・シュミエドロバ - 女子プロテニス選手
- ヴラジミール・ジュリラ - アイスホッケー選手

## た行
- アントン・トカシュ - 自転車選手
- アレクサンダル・チャヴリッチ - サッカー選手

## な行
- ヘンリエッタ・ナギョワ - テニス選手

## は行
- アントン・ベルノラーク（英語版） - カトリック司祭。言語学者でもあり、標準スロバキア語を成文化した最初の人物であった
- ジャクリーン・ベレニェショヴァー - フィギュアスケート選手
- マリアン・ホッサ - アイスホッケー選手

## ま行
- イゴール・マチプラ - フィギュアスケート選手
- マリャーン・メサーロシュ - アイスダンス選手

## や行
- デャナ・ヤノシュチャーコヴァー - フィギュアスケート選手

## ら行
- タラス・ライェツ - フィギュアスケート選手
- ニコル・ライチョヴァー - フィギュアスケート選手
- ペテル・レイトマイェル - フィギュアスケート選手
- イヴァナ・レイトマエロヴァ - フィギュアスケート選手